# Terra Longe
Terra Longe é um curta-metragem, uma docuficção de Daniel Emmanuel Thorbecke, que o co-produz e realiza sem apoios financeiros. O tema, do domínio da antropologia visual, centra-se em torno das vivências das gentes da Ilha do Fogo, em Cabo Verde: é uma etnoficção.
A obra não teve estreia comercial. É um dos filmes esquecidos do cinema português.

## Ficha técnica
- Argumento: Daniel E. Thorbecke
- Realização: Daniel E. Thorbecke
- Produção: Daniel E. Thorbecke e Fernando Vendrell
- Directores de produção: Morit Rolo e Anastásio Alexandre Oliveira
- Intérpretes : gente da Ilha do Fogo
- Música: Emanuel Frazão
- Gravação: Ensemble da Academia Nacional Superior de Orquestra
- Fotografia: Mario Masini
- Som: Marco Heyer
- Montagem: Anna Ruiz
- Formato: 16 mm p/b
- Género: documentário (etnoficção)
- Duração: 76’
- Antestreia: Le festival du film insulaire, 2006

## Sinopse
A história e a vida das gentes de Chá das Caldeiras, em Cabo Verde, localidade no sopé do Pico do Fogo, vulcão activo da Ilha do Fogo, a trezentos quilómetros da costa ocidental de África. A última irrupção do vulcão ocorreu em 1995. Perante o perigo, o governo de Cabo Verde mandou construir nova povoação para abrigar as gentes. Acreditam os insulares que o vulcão lhes dá força e que torna a terra fértil.
A condição humana na sua expressão mais seca, simbolizada pela árida grandeza da paisagem, traduzida a preto e branco.

## Festivais
- Le festival du film insulaire, 2006